# الاقتصاد الوطني (تركيا)
الاقتصاد الوطني التركي ((بالتركية: millî iktisat)‏) هي الخطة الاقتصادية التي تصورها ضياء كوكالب ونفذتها الحكومات العثمانية والتركية المتعاقبة، والتي تضمنت نزع ملكية البرجوازية المسيحية الأصلية (التي حدثت في المقام الأول نتيجة للإبادة الجماعية للأرمن وطرد اليونانيين) واستبدالهم من قبل المسلمين الأتراك. بالإضافة إلى مصادرة الممتلكات المملوكة للمسيحيين وإعادة توزيعها على نطاق واسع.   أعلن تورك يوردو أن عام 1915 هو عام بداية الاقتصاد الوطني.  استمرت مصادرة الممتلكات المملوكة للمسيحيين حتى أواخر القرن العشرين. 